# Liisa Oviir

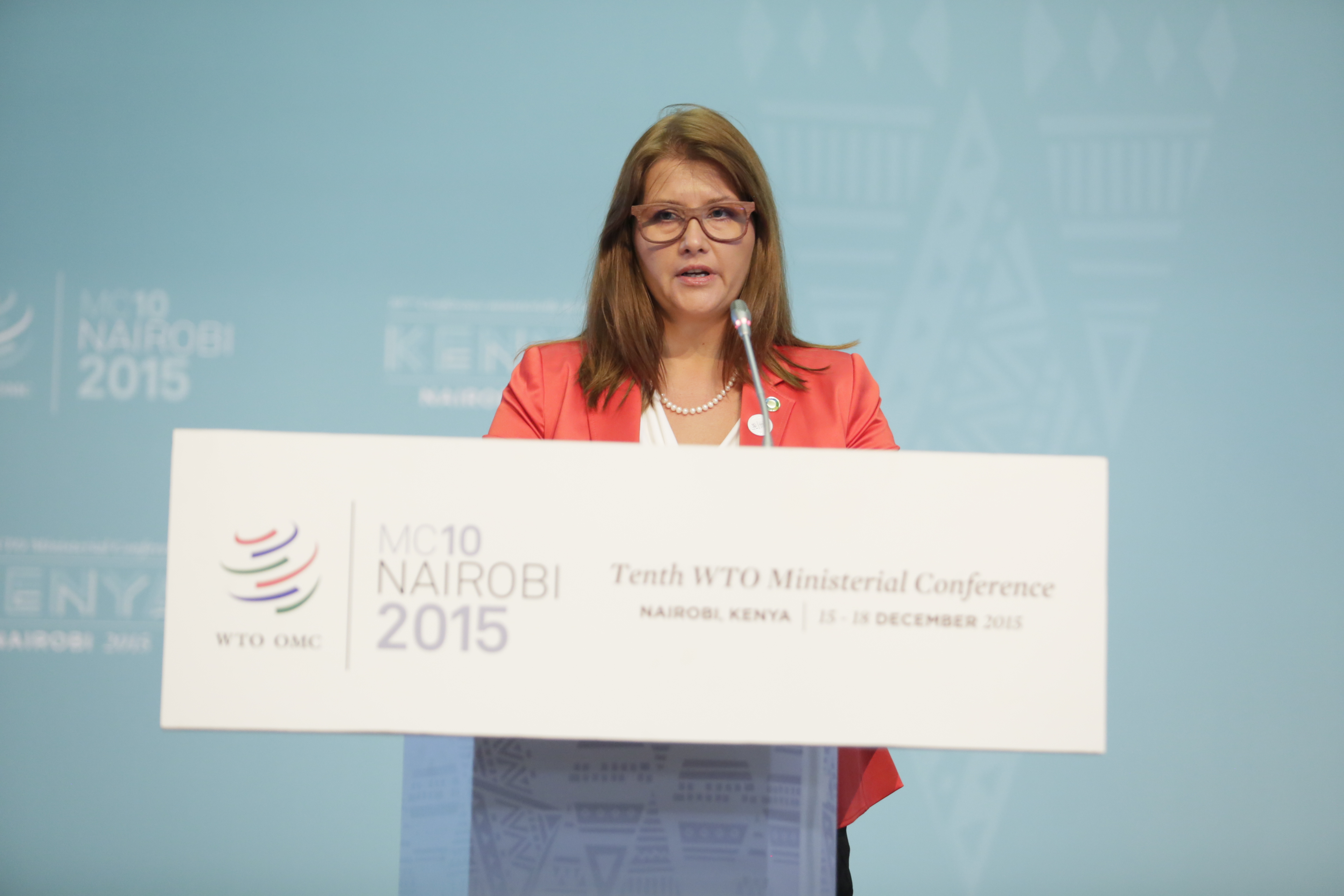
Liisa Oviir (2015)

Liisa Oviir (* 1. März 1977 in Tallinn) ist eine estnische Juristin und Politikerin. Von 14. September 2015 bis 23. November 2016 war sie in der Koalitionsregierung von Ministerpräsident Taavi Rõivas Ministerin für Unternehmertum. Sie gehört der Sozialdemokratischen Partei Estlands (SDE) an.

## Leben
Liisa Oviir wurde als Tochter des Politikerehepaares Siiri und Mihkel Oviir geboren.
Sie war 1997/98 als Referentin an der estnischen Botschaft in London tätig. Im Jahr 2000 schloss sie ihr Studium der Rechtswissenschaft an der Universität Tartu ab.
Von 1998 bis 2008 war sie als Juristin bei dem estnischen Schifffahrts- und Handelsunternehmen Tallink angestellt. Von 2008 bis 2015 war sie bei dem Energiekonzern Eesti Energia beschäftigt.

### Politik
Im Jahr 2015 kandidierte Liisa Oviir vergeblich für einen Sitz im estnischen Parlament (Riigikogu). Nach dem Rücktritt von Urve Palo als Ministerin für Außenhandel und Unternehmertum im August 2015 holte sie der sozialdemokratische Parteichef Jevgeni Ossinovski überraschend als deren Nachfolgerin in die estnische Regierung. Nach dem Zusammenbruch der bisherigen Koalition und der Bildung der neuen Regierung unter Jüri Ratas wurde sie nicht mehr als Ministerin berücksichtigt, konnte aber als Nachrücker ihrer Partei ins Parlament einziehen, wo sie zur stellvertretenden Fraktionsvorsitzenden gewählt wurde. Mit dem Ausscheiden von Urve Palo aus der Regierung und deren Rückkehr ins Parlament verlor Oviir im August 2018 auch ihr Abgeordnetenmandat.

### Privates
Liisa Oviir ist geschieden. Sie hat zwei Söhne.